# Ozodiceromya signatipennis
Ozodiceromya signatipennis är en tvåvingeart som först beskrevs av Cole 1923.  Ozodiceromya signatipennis ingår i släktet Ozodiceromya och familjen stilettflugor. Inga underarter finns listade i Catalogue of Life.